# منهتن (فیلم ۱۹۷۹)
منهتن (به انگلیسی: Manhattan) نام فیلمی آمریکایی محصول ۱۹۷۹ است که وودی آلن کارگردانی کرده است. فیلم دربارهٔ مردی است که در ۴۲ سالگی و بعد از دو بار طلاق گرفتن با دختری ۱۷ ساله قرارهای عاشقانه می‌گذارد و بعد از مدتی عاشق دوست‌دختر یکی از دوستانش می‌شود. فیلم را وودی آلن و مارشال بریکمن نوشتند که قبلاً هم در فیلم آنی هال با یکدیگر همکاری کرده بودند.

## چکیده داستان
نویسنده تلویزیونی آیزاک دیویس (وودی آلن) مردی سرخورده و مضطرب است. در سن ۴۲ سالگی از زندگی حرفه ایش ناراضی است. پس بیشتر وقتش را صرف نوشتن و بازنویسی رمانش می کند. زندگی خصوصی او خیلی آشفته است. همسر دومش (مریل استریپ) که او را برای زن دیگری ترک کرده است، قرار است زندگینامه خود را  که آیزاک جایگاه خوبی در آن دارد، منتشر کند. ایزاک همچنین با تریسی، دختری ۱۷ ساله (ماریل همینگوی) رابطه دارد که با او آینده ای برای خود نمی بیند. اوضاع زمانی پیچیده می شود که ییل (مایکل مورفی)، بهترین دوستش، او را به معشوقه اش مری (دایان کیتن) معرفی می کند و آیزاک خیلی زود عاشق مری می شود.

## جوایز
فیلم در دو رشتهٔ بهترین بازیگر مکمل زن (ماریل همینگوی) و بهترین فیلمنامهٔ غیر اقتباسی، نامزد جایزه اسکار شد و همچنین جایزهٔ بهترین فیلم بفتا را نیز برد. فیلم در فهرست انتخابی ۱۰۰ سال... ۱۰۰ خنده که توسط بنیاد فیلم آمریکا تهیه شده و ۱۰۰ فیلم کمدی آمریکایی در آن فهرست شده‌اند در رتبهٔ چهل‌وششم قرار گرفت. در سال ۲۰۰۱ کتابخانه کنگره فیلم را از نظر فرهنگی تاثیرگذار خواند و برای محافظت در گنجینه ملی فیلم انتخاب کرد.